# 王公庄
王公庄位于中國河南省商丘市民权县境内，庄內一千六百名居民，約半數都從事繪畫工作，尤其擅長畫虎，素有“中国画虎第一村”的美誉，是中国十大书画名村之一。村中擅长作画的人比比皆是，其中最具代表性的要数“四大虎王”、“四小虎王”和“小虎队”。
- 王公庄 画虎带来的笔上传奇
- 省文联主席杨杰带领艺术家 深入王公庄画虎村“走转改”